# ファイターズインパクト
ファイターズインパクト（Fighters impact ）は、タイトーから発売された3D対戦格闘ゲーム。開発はポリゴンマジック、グラフィックはビジュアルサイエンス研究所が担当。FXシステム基板の第4弾。1996年9月に稼働。
1997年2月にマイナーチェンジを施した『ファイターズインパクトA（ファイターズインパクトエース）』が稼働した。1997年4月25日には第1作を移植したPlayStation版が発売。2008年6月25日にはゲームアーカイブスが配信された。レイティングはCERO：B（12才以上対象）。

## ストーリー
1996年、ブラジルで開催された世界規模の格闘技大会の前夜、練習場に集まっていた選手たちが何者かによって全員惨殺される事件が発生。その後、各地の格闘技大会で同一の事件が次々と発生するが、犯人たちの動機は全くの謎であった。
しかしここに8名のファイターが事件解明のため、復讐や愛する者のため、様々な思いを胸に立ち向かうこととなった。

## システム
パンチ(P)、キック(K)、シフト(S)の3ボタンで、ガードはレバー後ろ入力で行う（エースはSボタンでのガードも可）。Sボタンを押したままレバー入力を行うことでバックステップや軸ずらしなどの特殊動作を行うことができる。なお軸足自体を入れ替えるコマンドは無いがキャラクターごとに軸足が入れ替わる特定のモーションがあり、軸足が変わることで相手とのリーチが変化する。
ゲーム進行は全9ステージで、ステージ4と8に中ボスが登場、最終ステージのラスボス（バラゾック）を倒すとクリアとなる。ステージ形状は「リングアウトあり」「壁あり」「無限フィールド」の3種類があり、対COM戦では対戦相手のホームステージ、対人戦では挑戦者側が選択したステージになる。
ドローで勝者が確定しなかった場合は体力ゲージが最低状態で始まるエクストラマッチが行われる。それでも決着が付かなかった場合は引き分けでゲームオーバー（対人戦の場合は両者ゲームオーバー）になる。

## 特徴

### モーションスライドコンボ
打撃系の技をタイミング良く出し続けることで戻りモーションをキャンセルして自由に連続コンボを作ることができるシステム。スライドコンボは同じ技を重複させない限り無限に繋げることができるが、同じ技を2回出すと「ヒート状態」になり約2秒間技が出せなくなる（移動とガードはできる）。さらにヒート中にダウンさせられると、起き上がりにふらつきが発生して約2秒間ノーガード状態になる（この状態で受けた攻撃はダメージが1.5倍になる）。画面上にはスライドコンボを繋いだ回数を示すスライドゲージが表示されており、ヒート状態になるとゲージの点灯している部分が黄色と赤の点滅になり、さらにダウンを取られてノーガード状態になるとゲージ全体が赤く点滅する。
なお以下の技を出すと次のモーションにスライドさせることができないためスライドコンボは一旦終了する。
- 自分が空中に浮く技
- 自分の姿勢が極端に崩れる技
- モーションが極端に長い技
- 失敗モーションがある技

モーションスライドコンボはモーションがスライドで繋がっていれば相手にヒットしなくてもスライドゲージは伸びていく。逆に連続ヒットはスライドとして繋がっていなくてもヒットすればカウントされるのでスライドゲージと連続ヒット数は必ずしも一致しない。流派によっては目押しで一瞬の間を入れてスライド判定が切れるコンボをループさせることでハメに近い攻撃が可能。

### 格闘スタイル
ユキヲを除くメインキャラクターは、キャラクター選択後に流派を3種類から選択することができ、メインスタイルの他に2種類のサブスタイルを使用することができる。サブスタイルは内容的には他キャラクターのメインスタイルの技の一部を変更したいわゆるコンパチシステムであるが、キャラクター自身の体格・重量・素早さの影響を受けるため完全に同じ性能にはならない。選択した流派によってコスチュームも変わり、同キャラ対戦で同じ流派を選択した場合の専用コスチューム（4Pカラー）も用意されている。流派を選択できないキャラクターのコスチュームは1種類だが、同キャラ対戦時用の2Pカラーは存在する。なおCPUがサブスタイルを使用することはない。
スタイルセレクトは設定で無効にすることができ、この場合はメインスタイル専用となる。

### その他
BGMはCPU戦と対人戦で別々の物が用意されており、対CPU戦はステージ進行により固定、対人戦では選択されたステージのテーマBGMになる（画面左下に曲名が表示される）。システムボイスもCPU戦では女性ボイスのナレーション的なものだが、対人戦では男性ボイスのライブパフォーマンス的なものに変化する。リプレイは最後に大技を決めてステージクリアした場合にのみK.O.シーンの連続リプレイが挿入される。
モーションキャプチャーしたリアルな動きを自在にコンビネーションできるシステムを売りとしている。

## 登場キャラクター
キャラクターデザインは新貝田鉄也郎。
鴉羽 士郎 (SHIROH KARASUBA)
声 - 真地勇志
年齢：23歳
国籍：日本
職業：薬剤師
[メインスタイル] 劈掛拳
[サブスタイル] 空手、ストリートファイト
世界有数の拳法家でありかつて斬天手の風と呼ばれた「風牙龍」の最後の弟子。彼が最後に闘う盲目の格闘家バラゾックもまたかつて牙龍の弟子であった。
冷血なバラゾックとは対照的に、士郎は明るく素直な青年だった。
しかし一連の事件がバラゾックの仕業であることを知った老師が何かに苦しんでいることを感じとった士郎は、その苦しみの謎を解くために旅立った。
両親とは8歳で死に別れ、直後に師である牙龍に出会い弟子として引き取られている。牙龍はその前に弟子としていたバラゾックに裏切られ、傷心の隠遁の最中だった。
卒業した大学では植物学を専攻していた。
士郎ステージは全ステージで唯一の円形リングで、特にリングアウトしやすい傾向にある。背景が曇天、雨天、晴れ間の3パターン用意されておりランダムで選ばれる。
源 楓 (KAEDE MINAMOTO)
声 - 水谷優子
年齢：19歳
国籍：日本
職業：学生（女子大生）
[メインスタイル] 大東流合気柔術
[サブスタイル] テコンドー、劈掛拳
日本一といわれる合気柔術道場の娘。彼女もまた天才的な武術の才能を持つが、家を継ぐ弟のためにその力を隠していた。
伝統と鍛錬の古風な生活を送る中、流行も気になる。
今回の事件に先立ち道場主である父親がバラゾックにその格闘技術を目的に誘拐され、事件の犯人と誘拐犯とが同一人物であると睨んだ彼女は、立場上動くことができない弟に代わり父親救出に立ち上がる。
彼女のみ流派によってコスチュームと共に髪型も変わり、合気柔術だと巨大リボン、テコンドーだとアムラー風、劈掛拳だとチャイナ娘風になる。
楓ステージのBGM「古都」は、全曲の中で唯一曲にボーカルが入っている。
マーク・ダグラス (MARK DOUGLASS)
声 - マイケル・G
年齢：34歳
国籍：アメリカ
職業：ストリートファイター
[メインスタイル] ストリートファイト
[サブスタイル] マーシャルアーツ、プロレス
ストリート・ファイトを業とする、テキサスの牧場出身の型破りな性格の不良中年。
ある日、ファイトの賞金でバッファローを手に入れた彼に向い、たまたま通りかかった神秘的な女性・ファラハが宗教上の理由から牛に一礼をしたのを見かけ、自分に挨拶したと思い込み一目で恋におちた。ファラハは声を掛ける間もなくラウールに連れられ立ち去ったが、それをマークは無理矢理連れ去られたと勘違いしてしまった。
一連の事件の報道の中で、彼は探し求める女性の姿と彼女を連れ去った男を見つけ、すぐさま旅立つ。
彼には謎の格闘家集団に捕らえられた彼女が自分の助けを待っているように思えた。
マークステージは背景が日中と夕方の2パターン用意されており、夕方ステージは移植版の対人戦でしか見ることができない。
ホーネット・グラント (HORNET GRANT)
声 - バリー＝ジャーディ
年齢：29歳
国籍：アメリカ
職業：プロレスラー
[メインスタイル] プロレス
[サブスタイル] ストリートファイト、テコンドー
ストリートファイターからプロレス界に入り、チャンピオンの座にのぼりつめた。
しかしある日、謎の東洋人の挑戦を受けたのだが、それは弟を人質に取られての八百長試合だった。
彼は再戦を望んだが、八百長男は忽然と表舞台から姿を消した。今回の事件でその男を見いだした彼は自らの名誉のために立ち上がった。
ホーネットステージのリングは昇降式で、ラウンド開始時にリングがビルの屋上にせり上がる演出がある。
シレーヌ・ランバート (SILENE RAMBERT)
声 - ルミコ＝バーンズ
年齢：24歳
国籍：ポーランド
職業：秘密諜報部員
[メインスタイル] マーシャルアーツ
[サブスタイル] 空手、プロレス
「メデューサ」のコードネームを持つ超A級エージェント。
あらゆる感情を意識の奥底に沈め、どんな困難な状況に立たされても眉一つ動かさない。過酷な運命が彼女を超一級のエージェントに育てた。
そんな折、今回の事件にかかわる謎の組織を調査中の仲間が殺され、その指令を彼女が引き継ぐことになった。
シレーヌのメインスタイルのマーシャルアーツにのみ「ヘヴンリィスマッシュ」という股間に膝蹴りを入れてダウンさせる金的攻撃がある（投げ技扱い）。男女でダメージ差があり男性キャラクターの方がダメージが大きい。シレーヌ以外のサブスタイルのマーシャルアーツにはこの技は存在しない。
スタッフ間で「シレ子」と呼ばれ特に気に入られていたキャラクターで、彼女のみダウン攻撃を受けた際の外れパーツが存在したり、着地したときの靴音が違っていたり、隠しコマンドの入力で隠しコスチューム（ロリータ・ファッション）が選択できたり、金的が決まると相手が潰れるのを見ながら "I love you honey." と言って嘲笑するなどの小ネタが仕込まれている。
ベルンハルト・シェーラー (BERNHARD SCHLER)
声 - ？（不明）
年齢：52歳
国籍：ドイツ
職業：国際テロリスト
[メインスタイル] 空手
[サブスタイル] 劈掛拳、大東流合気柔術
穏やかな人相とは全く逆に、冷酷な心を持つプロの殺し屋。残虐でもあり、人間を「壊す」ことに何よりも快感を感じるという狂人。
バラゾック一家を惨殺し、少年バラゾックの両目から光を奪った張本人。
バラゾックの表向きの企業に敵対する組織からバラゾック暗殺を依頼され、今回の事件に近づいていく。
設定を反映してオリジナルのえげつない技を持ち、目突きなども平気で使う。ベルンハルトのサブスタイルの劈掛拳でのみ、笑いながら相手の顔面をタコ殴りにする「五打連環劈」という技が使える。
サンソン・ビクトーリア (SANSON VICTORIA)
声 - ブライアン＝バーデュース
年齢：21歳
国籍：スペイン
職業：学生
[メインスタイル] テコンドー
[サブスタイル] 大東流合気柔術、マーシャルアーツ
名家に生まれ、極端に自負心が強い性格。
自信満々でブラジルの世界大会に参加したが、惨劇の日、練習に参加せず偶然にも唯一生き残った。
自信家の彼は自分がいれば惨殺は食い止められたと信じ、また自分の力が誰よりも優れていることを証明するために、自ら事件の渦中に飛び込んでいく。
ユキヲ (YUKIWO)
声 - ？（不明）
年齢：36歳
国籍：不明
職業：不明
[メインスタイル] 不明。獣のような攻撃をする。 (BEASTLY ATTACK)
[サブスタイル] なし
放射能被曝した在日アメリカ兵と日本人女性の間に生まれるが、生来の奇形だった。
醜いクモのような容姿に父は逃げ出し、母だけが彼を愛してくれたが、居住していた村の人々からは忌避され母を守るために彼は強くならなければならなかった。
ある日、村に泥棒が入った際に村人は犯人を彼と決め付け私刑にかけようとしたが、止めに入った母が誤って殺されてしまう。
激怒したユキヲは村人を全員虐殺し逃亡、台湾に密航で渡る。
現地でトラブルになったバラゾックの部下を殺害した彼はその闘いの手腕を見込まれてバラゾック一味に拾われたが、ホイホイに敗れたことによりラウールに裏切られ、ボロ屑のように捨てられる。
その恨みから、ラウールに立ち向かっていく。
猿のように飛び跳ねたり四つん這いやブリッジ状態で移動しながら長い手足で変則的な技を繰り出す。技の一部はカポエラのような動きをする。

### ボスキャラクター
ボスキャラクターは稼働初期時はプレイヤーキャラクターとして使用することができないが、規定の稼働条件を満たすことでDr.ウィズ以外のキャラクターは順次開放されていく。エースは最初からDr.ウィズを含む全キャラクターが使用可能。
ホイホイ・ルー (HOIHOI RUE)
声 - ？（不明）
年齢：41歳
国籍：中国
[メインスタイル] プロレス
[サブスタイル] なし
元は「ファッティ・グラトン」の異名を持つ全米プロレスリングチャンピオン。八百長を繰り返し、八百長試合でホーネットからチャンピオンの座を奪った。
現在はバラゾックの犯罪組織に所属。加入の際、ユキヲに勝利している。
バラゾックは彼のことを一切評価しておらず、組織に引き入れたのはラウールである。
額と腹に「29」、背中に「強」の鏡文字がボディペインティングされている。
ラウール・カステリオン (RAOUL CASTELLION)
声 - ？（不明）
年齢：30歳
国籍：フランス
[メインスタイル] 空手
[サブスタイル] なし
バラゾックに仕えているが組織の乗っ取りを狙っている。
バラゾックを倒すためにDr.ウィズやホイホイを利用している。
左目に黒眼帯を当てているが実際に失明しているのかは不明。
ファラハ・カーン (FARAHA KAHN)
声 - ？（不明）
年齢：26歳
国籍：インド
[メインスタイル] 八卦掌
[サブスタイル] なし
18歳の時にバラゾックに師匠を殺されるが、バラゾックの姿に信仰するシヴァ神を垣間見て、その場で彼に従うことを決める。
バラゾックと共に行動する内に彼の内なる深い悲しみを知り、尊敬や崇拝から愛情に念が変わる。
互いにその思いは理解し合っているが死ぬまで表に出すことは無い。
普段は心優しく楽器を奏でて暮らす事が好きな穏やかな女性だが、バラゾックのためならば鬼神となる。
青い肌は灰を塗っているメイク（2Pカラーはノーメイク）。
ボスキャラクターの中で唯一オリジナルの流派を持ったキャラクターで、前進・後退が「相手の周りを周回しながら間合いを詰める・開ける」の特殊動作になり直線的な移動ができない（ダッシュ・バック転は可能）。
レオン・バラゾック (LEON BARAZOCK)
声 - ？（不明）
年齢：36歳
国籍：アメリカ
職業：表向きは施設財団の総帥
[メインスタイル] 総合格闘技
[サブスタイル] なし
士郎の元兄弟子。両親を殺し自分の目を潰した格闘家を倒すために世界を巡る。
その途中で誘拐した楓の父から大東流合気柔術の奥義を無理矢理聞き出している。
メインスタイルの総合格闘技は、劈掛拳をベースに合気柔術とテコンドーの技の一部を混ぜ合わせた内容になっている。
「スティルアーツ」という相手から打撃系の技を受けた瞬間に入力することで、その技を習得するコマンドがある。習得が成功すると画面に「STOLE xx」と表示が出る（xxは技の固有ID）。
Dr.ウィズ (Dr.WIZ)
年齢：33歳
国籍：イギリス
[メインスタイル] 幻術
[サブスタイル] なし
幼少時に聞かされたおとぎ話から魔法の力の実在に憑りつかれ、長じて博士号を得てからは心理学、宗教学、催眠術、ドラッグ、宗教儀式など精神に作用するものの研究を行った結果、人体実験で犠牲者を出したことから学会を追放される。
自分の行為に一切の後悔などを持たなかった彼はそれに逆上し、自分の研究成果を用いて殺人鬼を作り上げ追放に関わった者を殺害させてしまう。
彼の仕業であることが発覚し逮捕、無期懲役となるが、彼の能力に興味を持ったラウールにより護送中に逃亡、組織に引き入れられる。
ラウールはウィズの能力が有用と思い手駒にしたが、バラゾックはそれを認めなかった。
自分の能力を蔑むものを許さない彼はバラゾックを狙う。ラウールをスポンサーとして研究している。
対戦相手と同じ姿の幻覚を見せて戦う（同キャラ対戦となる）。第1作とPS版はCOM専用でエースのみプレイヤーキャラクターとして使用可能。エースでDr.ウィズ同士の対戦になった場合は、お互いがランダムなキャラクターに変化する。

### その他
- 女性ナレーション（1P時）：声 - ルミコ＝バーンズ
- 男性ナレーション（対戦時）：声 - マイケル・G

## ファイターズインパクトA
『ファイターズインパクト』を再調整したマイナーバージョンアップ版。最大の違いは一部の技を除くモーションスライドコンボシステムの廃止で、それに伴いヒート状態の概念も失われた。これにより初心者が意図せずヒート状態を連発させてまともにプレイできなくなる事象を解消させたが、必殺技キャンセルもかなり制限され、簡単なコマンドで出せるいわゆるチェーンコンボが各キャラクターに数個程度与えられるのみとなった。ただし一部のスライド可能技や目押しを利用したハメがキャラクターによっては可能。その他の追加要素として、ガード状態からの反撃（いわゆるガードキャンセル）や地上ダメージ中、自らダウンして攻撃を回避する特殊動作、さらに投げモーションと投げ抜け（コマンド投げは不可）が追加された。
第1作からの変更点は以下の通り。
システム面
- 一部の技を除くモーションスライドコンボシステムの廃止。
- それに伴うヒート状態の廃止、およびスライドゲージの削除。
- 従来のレバー後ろ入力以外に、Sボタン（ホールド可）でもガード可能に。しゃがみガードは↓＋Sボタン。
- エースガードキャンセル（ガード中に←↙↓P）の追加により、ガード状態からの反撃が可能に（コマンド受付猶予時間は短め）。Sボタンでガードしているとコマンドを出しやすいが、しゃがみガード時は意味がない。
- エースフェイクダウン（地上ダメージ中にS+P+K）の追加により、地上ダメージ中、自らダウンして攻撃を回避することが可能に。一部のスライド可能技や目押しを利用したハメなどは、これで防げるようバランスを取っている。
- チェーンコンボが各キャラクターに数個程度追加。
- 投げモーションと投げ抜け（コマンド投げは不可）の追加。キャラクターによっては隙の小さい技（↓Pなど）から投げ技が連続ヒットする。
- 必殺技キャンセルが制限され、技の出始めモーションのみに。新たにキャンセルがかかるようになったり、逆にかからなくなった技もある。
- ヒット時にダウン属性の付いていた技がのけぞりモーションに変更されるなど、ダウンしづらくなっている。
- ダウン中の動作に横転（3回まで可能）が追加され、起き上がりを攻めるのが難しくなっている。
- カウンターヒットが追加され、成立すると特殊エフェクトと効果音が発生。さらにダウン属性が付加されダメージも高くなる。通常技は基本ダメージが高くなるのみだが、大技を潰した場合は同様のエフェクトが発生する。
- バック転（←←）が削除され、同コマンドでバックステップが出るようになった（従来のSホールド＋←と重複）。
- ファラハのみバック転が据え置きで、さらにバックステップを唯一出せなかったのが、出せるようになった。
- 他バージョンでは本来下段判定の技が立ちガードされるなど、当たり判定による不具合が起きていたが、エースではどのような当たり方でも本来の攻撃属性が優先されるようになった。
- しゃがみガード崩し技（立たせ・よろけ・片膝の3種類、崩した時点ではダメージなし）が直接ダメージの中段技になっている。
- 一部の技コマンドが変更されている。例えば楓の当身技は、（S＋P or S＋Kホールド＋← or ↓）から（P＋Kホールド＋← or ↓）に変更。

ヴィジュアル面
- 第1作では条件付きで使用可能になるボスキャラクターが最初から使えるようになっている。
- Dr.ウィズがプレイヤーキャラクターとして使用可能。
- キャラクターのコスチュームやステージの配色が第1作から色合いを変えたものになっている。
- 4Pカラーは第1作の1Pカラーとなり、オリジナルのコスチュームではなくなっている。
- 視点が少し後ろに下がりキャラクターが一回り小さく表示される。
- CPU戦におけるステージ開始前の演出、さらに戦闘勝利後のリプレイ演出も多少変更されている。
- 第1作はセレクト画面のボスキャラクターはセレクト枠があるだけで顔グラフィックが無かったが、エースは顔グラフィックが表示されるようになった。
- エースのみ、バラゾックを使用した場合の最終ボスがベルンハルトとなっている。またコスチュームは第1作・移植版における4Pカラー（殺し屋の仕事着）となっており、プレイヤーは選択できない。

## 移植版

### PlayStation版
- ベースになっているのは第1作だが、アーケードモードを2回クリアするとオプションでヒートをオフにすることができるようになる。
- アーケードモードを1回クリアすると「COMBO DE MAMBO」というモードが追加され、最大64ステップのコマンド入力を登録しておき1ボタンで出せるようになる。コンボ作成はエディタでコマンドを1ステップずつ登録する方法と、実際の操作をレコーディングして保存する方法がある。組み手の待ち状態を指定できるのでプラクティスモードとしても使用可。
- ボスキャラクターはアーケードモードを1回クリアする毎にホイホイ・ラウール・ファラハ・バラゾックの順で使えるようになる。Dr.ウィズは使用不可。
- アーケード版のDr.ウィズは相手がサブスタイルでもメインスタイルに変化するが、PS版では同じサブスタイルに変化する。
- オリジナルのエンディングやアレンジBGMなどの追加要素はない。
- リアルタイムレンダリングのオープニングデモが取り込みムービーで代替されている。
- 音声面で乱入時のジングル、対人戦開始のBGM、一部のシステムボイスがカットされている。
- アーケードモードでで乱入すると、プレイヤーセレクト画面で両プレイヤーの選択中キャラクターが初期位置（士郎とサンソン）に戻るため、キャラクター変えしない場合も選択し直す必要がある。
- ステージセレクトでランダム以外を選んでも、その条件に合うステージからランダムで選ばれる。アーケード版は士郎ステージ、楓ステージ、ファラハステージで固定。
- ボスキャラクターの2Pカラーがアーケード版は原色系のかなり濃いカラーリングになっていたのが、PS版はおとなしめのカラーになっている。ただし同キャラ対戦だと見分けが付きにくくなっている。

日本国外では内容をストリートギャングの抗争にアレンジして「Vs.」のタイトルで発売された。流派の選択がなくなっている代わりに登場キャラクター（コンパチキャラ）の数が増えている。

## その他
- 相手を負かした後に自分がリングアウトして勝者不在の状況でステージクリアすると「YOU WIN」と表示されるところが「YOU WIN!?」と表示される。
- キャラクター・流派選択時にスタートボタン決定でコスチュームが4Pカラー（流派が1種類のキャラクターは2Pカラー）になる。シレーヌの隠しコスチュームは、SボタンとKボタンの同時押しでシレーヌを選び、ボタンを押したままスタートボタンで流派を決定することで使用できる。
- 画面上に表示されるスライドゲージは最大15枠で、これを超えると「緑→水色→青→紫→白」と点灯色を変えてループする。90コンボに達すると無条件でヒート状態になる。
- アーケード第1作のボスキャラクターの解放条件は以下の通り。ラウールとバラゾックはプラスの条件が満たされていれば同時に出現する。
  - ホイホイ：対人戦1500回
  - ラウール：対人戦2500回＋8hit以上のコンボ200回
  - バラゾック：対人戦2500回＋10連勝以上を25回
  - ファラハ：対人戦3000回
- 対COM戦でステージ進行に合わせて語られるナレーションは以下の通り（PS版は上2つのみ）。
  - ゲーム開始時："Light or shadow, conduct me my fist. Now then, go to the field of battle."
  - ステージ3終了時："I ask you. Is it truth you seek, or chaos?"
  - ステージ8開始時："Oh visitor from the darkness, what is it you wish me to do?"
  - 最終ステージ開始時："Oh chaos. With your almighty power, show me the truth."
- 対COM戦の4ステージ目で敗北した時に中ボスキャラクターから吐かれるセリフ（画面上に表示）は以下の通り。
  - ホイホイ："You're not so tough."
  - ラウール："It is better to be aware of ineffectiveness."
  - ファラハ＆Dr.ウィズ：特になし

- 対人戦でのボイスネタは以下の通り（PS版は一部のみ）。
  - 対戦開始時："The spirit of competition is in the air. Let's go!"
  - 7hit以上連続ヒットさせたとき："Yeah!"
  - カウンターや返し技で相手の攻撃を潰したとき："Wow!"
  - 一度に大ダメージを与えたとき："Oh, that's gotta hurt!"
  - リングアウトで落下したとき："Hey, what was that!?"
  - ノーダメージで相手をK.O.させたとき："Cool!"
  - 残り体力わずかで相手をK.O.させたとき："Wow, that was close."
  - 勝利時にリプレイが挿入されたとき："Yeah, that's it!"
  - チャンピオンが5連勝するごとに："No one can stop you now!"
- スタッフロールにはモーションアクターの指導・協力者として、当時の日本国際テコンドー協会（ITF-JAPAN）師範「速水勇」、日本国際テコンドー連盟 （ITF-NIPPON）会長「柳逸男」、八極螳螂武藝總舘日本分舘長「野田久貴」がクレジットされている。
- 開発中の仮タイトルは『リアルファイター』で[2]、ロケーションテスト時までこのタイトルだったため、直営店で配布していた初期のガイドブックは表紙が『リアルファイター』になっていた[3]。
- BGMを担当したZUNTATAのYack（渡部恭久）によると、本作のBGMは「陰と陽の対比」がコンセプトで、1人プレイ時の曲はストイックな「陰」、対戦時の曲はキャッチーな「陽」をイメージして作曲したとのこと[4]。
- 『邪神ちゃんドロップキック』作者のペンネーム「ユキヲ」は、このゲームのキャラクター名が元ネタになっている[5]。
- PS版で各キャラクターがホームステージでスライドコンボを披露するデモがあり、一緒に日付と地名が表示されるが、日付は1970年 - 1972年頃で各キャラクターの年齢とも一致せず何の日付なのかは不明である。
- 中国の百度百科では「格斗家族」の中文名で登録されている。
- 店頭掲示用のPRポスターや等身大POPでプロレススタイルのシレーヌのコスプレをしているのは嶋田ゆり。

## 書籍
- 「FIGHTERS' IMPACT ファイターズインパクト OFFICIAL GUIDE BOOK」1996年8月20日発行 / タイトー / 非売品
- 「ファイターズインパクト 最終攻略読本」1997年5月6日発行 / ジャパン・ミックス / ISBN 4-88-321362-5
- 「ファイターズインパクト」（プレイステーション必勝法スペシャル）1997年5月19日発行 / 勁文社 / ISBN 4-766-92729-X
- 「ファイターズインパクトperfect tactics guide-プレイステーション版」（ゲーメストムック EXシリーズ Vol.19）1997年5月25日発行 / 新声社 / ISBN 4-881-99348-8

## CD
- 「FIGHTERS` IMPACT ファイターズインパクト」/発売-1996年11月29日/ソニー・ミュージックエンタテインメント

本作のサントラには当時ナムコを退社して間もなかった細江慎治がゲストアレンジャーとして楽曲を提供している。